# Kile (Software)
Kile ist ein Editor für die Erstellung von LaTeX-Dokumenten. Kile ist ein KDE-Programm, das unter der GNU General Public License verfügbar ist.

## Hauptmerkmale
Kile ist sehr ähnlich wie Kate und bietet fast alle Funktionen desselben und darüber hinaus noch die TeX-spezifischen Erweiterungen. Kile erleichtert das Bearbeiten von mehreren Dokumenten, z. B. Hauptdokument und BibTeX-Datenbank oder mehrere Teile eines LaTeX-Dokuments, nebeneinander mithilfe von Tabs und die Ansicht der zum Projekt gehörigen Dateien. Kile besitzt eigene Schaltflächen zum Kompilieren der Dokumente, wobei eventuell vorhandene BibTeX-Datenbanken ebenfalls mit kompiliert werden – es braucht nur ein Klick ausgeführt zu werden, um das gesamte Projekt zu kompilieren. Die LaTeX-IDE unterstützt weiterhin eine Syntaxhervorhebung von LaTeX/BibTeX/TeX sowie allen Sprachen, die auch von Kate unterstützt werden. Außerdem vervollständigt Kile LaTeX-Befehle und bietet eine grafische Auswahl von Sonderzeichen (auch aus AMS-Paketen) und Tabellen zum Einfügen als LaTeX-Befehl in den Quelltext an. Eine Rechtschreibprüfung kann konfiguriert werden. Kile bietet auch Hilfen für Anfänger und unerfahrene Nutzer, indem es die grafische Erstellung von Tabellen und anderen Strukturen ermöglicht. Schließlich bietet Kile auch Code-Faltung und das grafische Anzeigen der LaTeX-Struktur des aktuellen Dokuments.

## Vermächtnis
Vom gleichen Entwicklerteam stammt Texmaker, dessen Entwicklung weiter vorangetrieben wird.